# Fritz Schmidt (Politiker, 1888)
Fritz Albert Karl Gottfried Schmidt (* 8. Mai 1888; † 29. Mai 1968 in Wuppertal) war ein deutscher Verwaltungsjurist und Kommunalpolitiker der NSDAP. Er war ab 1925 Bürgermeister und von 1930 bis 1945 Oberbürgermeister der Stadt Gotha in Thüringen.

## Leben und Wirken
Schmidt war der Sohn des Ohrdufer Landrates Albert Bernhardt Schmidt und promovierter Jurist. Am 1. Juli 1925 wurde er zum Ersten hauptamtlichen Beigeordneten (Bürgermeister) und am 23. September 1930 mit Unterstützung der NSDAP zum Oberbürgermeister von Gotha gewählt. Er wurde Mitglied mehrerer Aufsichtsräte, darunter der Gothaer Waggonfabrik AG.
Während seiner Amtszeit wurde die jüdische Bevölkerung Gothas massiv unterdrückt und auszurotten versucht. Die Synagoge wurde am 9. November 1938 von SA-Leuten in Brand gesteckt. Schmidt zwang die jüdische Gemeinde Gothas, die Abrisskosten der Ruine der Synagoge zu übernehmen.
Im zweiten Band der von Kurt Schmidt mit Unterstützung der Stadtverwaltung herausgegebenen Werk Gotha. Das Buch einer deutschen Stadt schrieb Schmidt das Kapitel Niedergang und Aufstieg 1914–1937 (Heft X). Gegen Ende des Zweiten Weltkrieges flüchtete Schmidt aus Gotha und lebte später in Wuppertal.